# Orange Warsaw Open

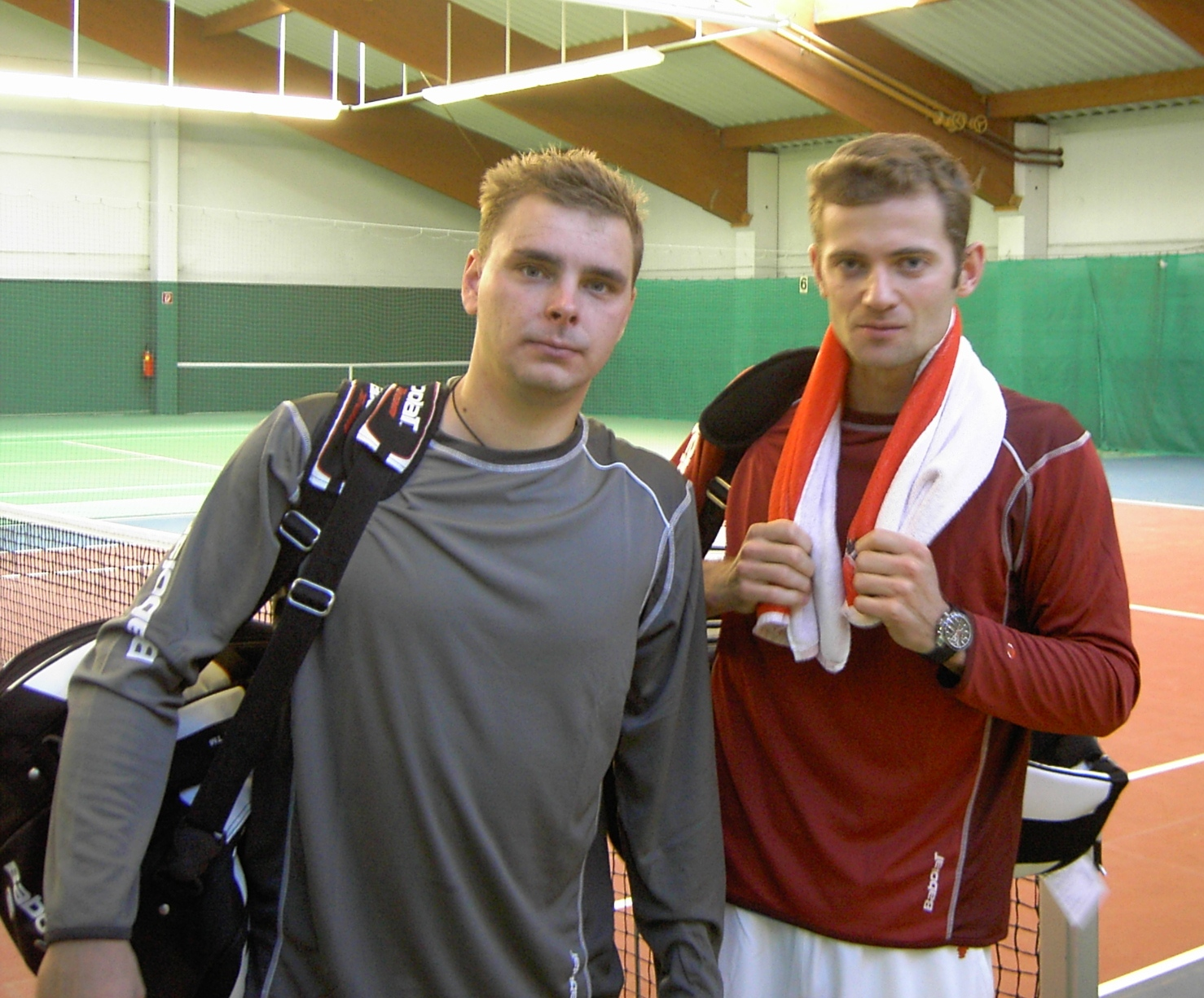
4-кратные чемпионы мужских парных соревнований — поляки Мариуш Фирстенберг и Марцин Матковский.

Orange Warsaw Open — отменённый теннисный турнир, в разное время входивший в календарь и мужской и женской профессиональных серий.

## Общая информация
Теннисное соревнование было создано накануне сезона-1992 в Сопоте. Первые турниры проходили под эгидой женского тура ITF. Относительно быстро организаторы смогли найти достаточное финансирование, чтобы турнир стал одним из самых статусных в серии. После нескольких лет в статусе 75-тысячника, в 1998 турнир получил статус соревнования WTA, который сохранил до 2004 года, после чего был закрыт.
Накануне сезона-2001 организаторы расширили программу соревнований, выкупив у соревнования в Сан-Марино лицензию турнира ATP. В 2008 году турнир переехал в Варшаву, а в 2009 — закрыт.

### Победители и финалисты
Одиночное соревнование среди мужчин дважды покорялось испанцу Томми Робредо и россиянину Николаю Давыденко. Более одного раза в финале также играл аргентинец Хосе Акасусо и немец Флориан Майер. У женщин никто не смог выиграть турнир более одного раза, а Катарине Студениковой и Денисе Хладковой удавалось не только побеждать, но и проигрывать в решающем матче. Представитель Польши лишь раз играл в финале одиночных соревнований — Магдалена Гжибовская выиграла женский турнир-1997.
Лидерами мужских парных соревнований являются две пары — Марцин Матковский / Мариуш Фирстенберг и Леош Фридль / Франтишек Чермак — взяли семь из восьми титулов. Единственный совместный финал выиграли поляки. Также четырежды играл в решающих матчах аргентинец Себастьян Прието, но каждый раз уходил с корта побеждённым. У женщин турнир покорялся по два раза сразу четырём теннисисткам, но лишь Паола Суарес выиграла оба титула в период соревнования WTA.

## Финалы турнира

### Мужчины. Одиночный турнир
| Год             | Чемпион               | Финалист        | Счёт финала    |
| --------------- | --------------------- | --------------- | -------------- |
| Варшава, Польша |                       |                 |                |
| 2008            | Николай Давыденко (2) | Томми Робредо   | 6-3 6-3        |
| Сопот, Польша   |                       |                 |                |
| 2007            | Томми Робредо (2)     | Хосе Акасусо    | 7-5 6-0        |
| 2006            | Николай Давыденко     | Флориан Майер   | 7-6(6) 5-7 6-4 |
| 2005            | Гаэль Монфис          | Флориан Майер   | 7-6(6) 4-6 7-5 |
| 2004            | Рафаэль Надаль        | Хосе Акасусо    | 6-3 6-4        |
| 2003            | Гильермо Кориа        | Давид Феррер    | 7-5 6-1        |
| 2002            | Хосе Акасусо          | Франко Скиллари | 2-6 6-1 6-3    |
| 2001            | Томми Робредо         | Альберт Портас  | 1-6 7-5 7-6(2) |

### Женщины. Одиночный турнир
| Год  | Чемпионка            | Финалистка           | Счёт финала     |
| ---- | -------------------- | -------------------- | --------------- |
| 2004 | Флавия Пеннетта      | Клара Коукалова      | 7-5 3-6 6-3     |
| 2003 | Анна Смашнова        | Клара Коукалова      | 6-2 6-0         |
| 2002 | Динара Сафина        | Генриета Надьова     | 6-3 4-0 — отказ |
| 2001 | Кристина Торренс     | Гала Леон Гарсия     | 6-2 6-2         |
| 2000 | Анке Хубер           | Гала Леон Гарсия     | 7-6(4) 6-3      |
| 1999 | Кончита Мартинес     | Карина Габшудова     | 6-1 6-1         |
| 1998 | Генриета Надьова     | Елена Пампулова      | 6-3 5-7 6-1     |
| 1997 | Магдалена Гжибовская | Дениса Хладкова      | 6-3 6-2         |
| 1996 | Дениса Хладкова      | Ева Мартинцова       | 6-3 6-4         |
| 1995 | Катарина Студеникова | Жанетта Гусарова     | 4-6 6-3 6-3     |
| 1994 | Татьяна Игнатьева    | Сандра Допфер        | 2-6 6-3 6-2     |
| 1993 | Петра Бегеров        | Катарина Студеникова | 6-3 4-6 7-5     |
| 1992 | Радка Бобкова        | Мария Стандлунд      | 6-4 4-6 6-4     |

### Мужчины. Парный турнир
| Год  | Чемпионы                                     | Финалисты                          | Счёт финала    |
| ---- | -------------------------------------------- | ---------------------------------- | -------------- |
| 2008 | Марцин Матковский (4) Мариуш Фирстенберг (4) | Николай Давыденко Юрий Щукин       | 6-0 3-6 [10-4] |
| 2007 | Марцин Матковский (3) Мариуш Фирстенберг (3) | Мартин Гарсия Себастьян Прието     | 6-1 6-1        |
| 2006 | Леош Фридль (3) Франтишек Чермак (3)         | Мартин Гарсия Себастьян Прието     | 6-3 7-5        |
| 2005 | Марцин Матковский (2) Мариуш Фирстенберг (2) | Лукас Арнольд Кер Себастьян Прието | 7-6(7) 6-4     |
| 2004 | Леош Фридль (2) Франтишек Чермак (2)         | Мартин Гарсия Себастьян Прието     | 2-6 6-2 6-3    |
| 2003 | Марцин Матковский Мариуш Фирстенберг         | Леош Фридль Франтишек Чермак       | 6-4 6-7(7) 6-3 |
| 2002 | Леош Фридль Франтишек Чермак                 | Джефф Кутзе Натан Хили             | 7-5 7-5        |
| 2001 | Пол Хенли Натан Хили                         | Ираклий Лабадзе Аттила Саволт      | 7-6(10) 6-2    |

### Женщины. Парный турнир
| Год  | Победительницы                           | Финалистки                               | Счёт в финале |
| ---- | ---------------------------------------- | ---------------------------------------- | ------------- |
| 2004 | Нурия Льягостера Вивес Марта Марреро     | Алиция Росольская Клаудиа Янс            | 6-4 6-3       |
| 2003 | Татьяна Перебийнис Сильвия Талая         | Марет Ани Либуша Прушова                 | 6-4 6-2       |
| 2002 | Светлана Кузнецова Аранча Санчес Викарио | Евгения Куликовская Екатерина Сысоева    | 6-2 6-2       |
| 2001 | Йоаннетта Крюгер Франческа Скьявоне      | Юлия Бейгельзимер Анастасия Родионова    | 6-4 6-0       |
| 2000 | Вирхиния Руано Паскуаль Паола Суарес (2) | Рита Гранде Оса Свенссон                 | 7-5 6-1       |
| 1999 | Лаура Монтальво Паола Суарес             | Гала Леон Гарсия Мария Санчес Лоренсо    | 6-4 6-3       |
| 1998 | Хелена Вилдова (2) Квета Грдличкова (2)  | Оса Карлссон Седа Норландер              | 6-3 6-2       |
| 1997 | Светлана Кривенчева Елена Татаркова      | Радка Бобкова Ленка Немецкова            | 7-6 6-3       |
| 1996 | Хелена Вилдова Ленка Немецкова (2)       | Зилке Майер Кирстин Фрейе                | 6-0 6-0       |
| 1995 | Петра Кучова Ленка Немецкова             | Тина Крижан Катарина Студеникова         | 2-0 — отказ   |
| 1994 | Жанетта Гусарова Радка Зрубакова         | Патриция Маркова Катарина Студеникова    | 6-2 7-5       |
| 1993 | Квета Грдличкова Тина Крижан             | Дениса Крайцовицова Катарина Студеникова | 6-3 6-1       |
| 1992 | Маркета Стускова Катажина Теодорович     | Мария Станслунд Джессика Эммонс          | 6-4 6-2       |